# Worminghall

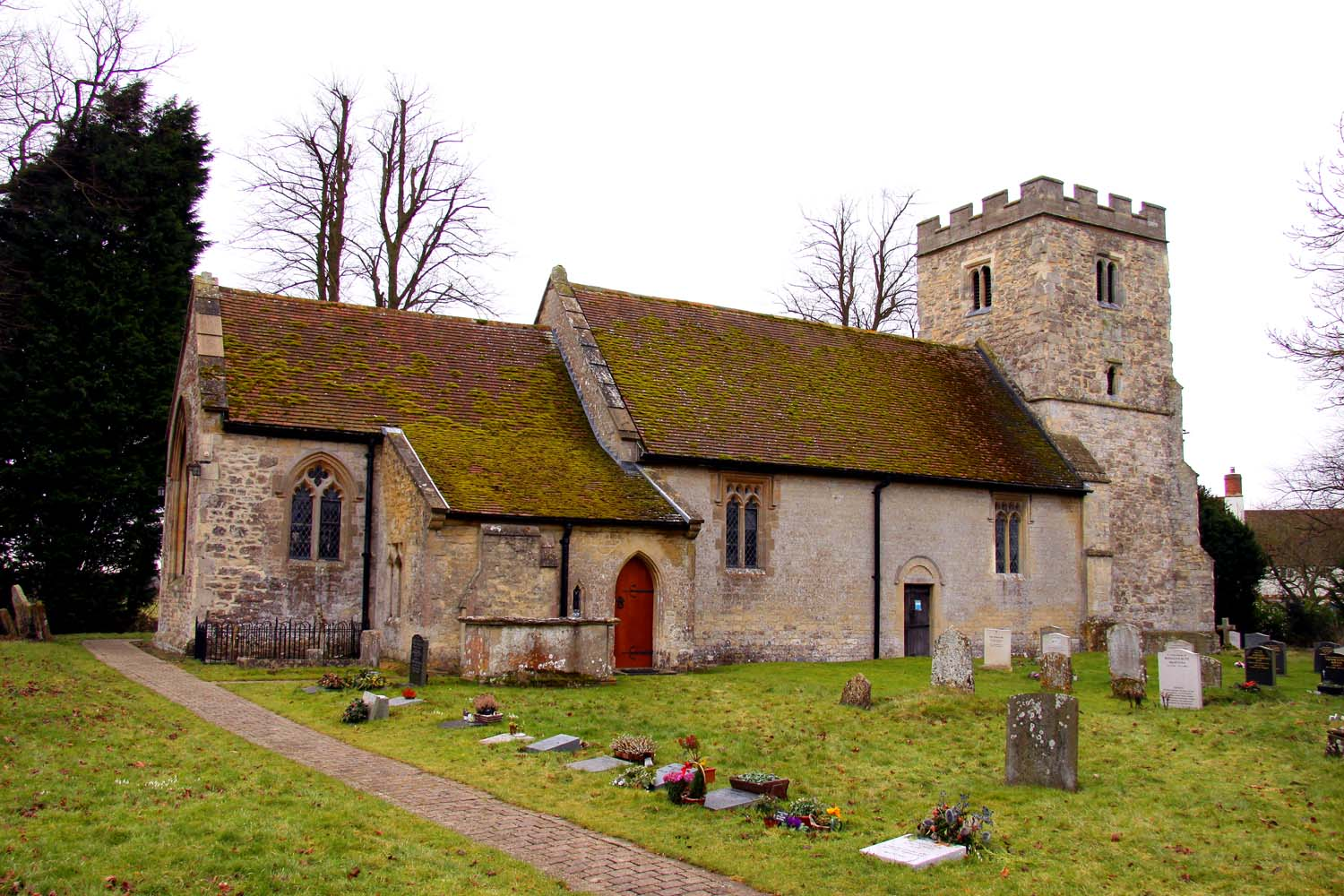
L'église paroissiale Saint-Pierre-et-Saint-Paul.

Worminghall est un village et une paroisse civile du Buckinghamshire, en Angleterre. Il est situé dans le district d'Aylesbury Vale, près de la frontière avec l'Oxfordshire, et comptait 555 habitants au moment du recensement de 2001.
Il apparaît sous le nom Wermelle dans le Domesday Book.